# Miłosny nokaut
Miłosny nokaut (Un gancho al corazón) – meksykańska telenowela z 2008 roku. Jest to remake argentyńskiej komedii Jesteś moim życiem. W Polsce można ją oglądać za pośrednictwem telewizji Puls. Polska wersja tego serialu pod tytułem Prosto w serce była emitowana na antenie TVN.

## Fabuła
Telenowela opowiada o losach Monity, Mauricia i Constanzy.
Valentina Lopez (Monita) to sympatyczna, urocza, a zarazem odważna kobieta, która trenuje boks. Stara się zdobyć tytuł mistrzyni kraju. Monita nienawidzi swojej matki, bo w dzieciństwie ją porzuciła. Jej partnerem i trenerem jest Roberto. Kontuzja ręki powoduje, że Valentina zmuszona jest podjąć inną pracę. Tak właśnie trafia do firmy, której właścicielem jest Mauricio Sereno, były mistrz wyścigów samochodowych. Jest tam zatrudniona jako sekretarka. Monita i Mauricio zakochują się w sobie. Mauricio jest jednak zaręczony z Constanzą, która jest samolubną i niezwykle zaciekłą w walce kobietą. Mauricio myśli, że ją kocha, ale nie lubi jej manier. Decydują się ukryć swoją miłość. Monita jest wspomagana przez swoich przyjaciół Estrelle i Paule. Mauricio chce mieć rodzinę, więc adoptuje sieroty imieniem Aldo, Luisa i Dani. Dzieci i Monita stają się najlepszymi przyjaciółmi. Constanza jednak ich nienawidzi. Mauricio uświadamia sobie, że Monita jest kobietą jego życia.

## Obsada
- Danna García: Valentina López „Monita”
- Sebastián Rulli: Mauricio Sermeño
- Laisha Wilkins: Constanza Lerdo de Tejada
- Raúl Araiza: Roberto Ochoa
- Ana Martín: Nieves Ochoa
- Otto Sirgo: Salvador Ulloa
- Alex Sirvent: Rolando Klunder
- Margarita Magaña: Estrella Falcon
- Irma Lozano: Teresa Garcia
- Raul Padilla: Don Cesar
- Manuel Ojeda: Hilario
- Ricardo Abarca: Aldo
- Roberto Blandón: Oscar Cardenas
- Verónica Jaspeado: Ximena Sermeño
- Lorena Enríquez: Paula

## Wersja polska
- Wersja polska: na zlecenie TV Puls - studio Acme
- Tekst: Marta Śliwińska
- Czytał: Janusz Kozioł